# Verneuil-Moustiers
Pour les articles homonymes, voir Verneuil.
Verneuil-Moustiers est une commune française située dans le département de la Haute-Vienne en région Nouvelle-Aquitaine.

## Géographie

### Localisation
La commune est limitrophe du département de la Vienne.

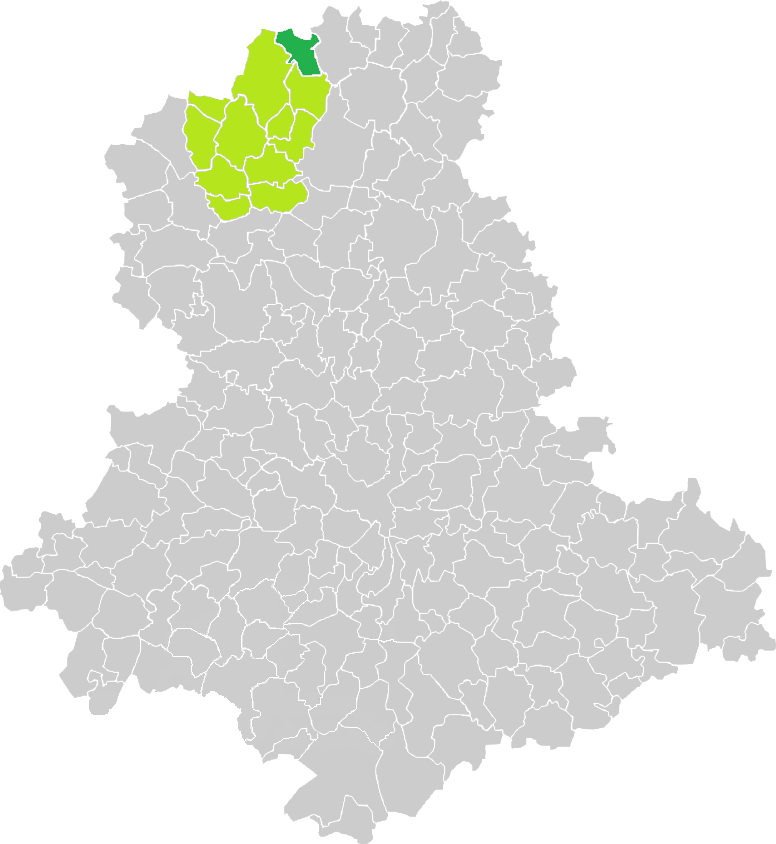
Situation de la commune de Verneuil-Moustiers en Haute-Vienne.

|             | Brigueil-le-Chantre (Vienne) |                    |
| Azat-le-Ris | Verneuil-Moustiers           | Lussac-les-Églises |
|             | Tersannes                    |                    |

### Géologie et relief
La superficie de la commune est de 1 939 hectares ; son altitude varie de 157  à   226 mètres.

### Climat
Pour des articles plus généraux, voir Climat de la Nouvelle-Aquitaine et Climat de la Haute-Vienne.
Historiquement, la commune est exposée à un climat océanique limousin.  
En 2020, Météo-France publie une typologie des climats de la France métropolitaine dans laquelle la commune est exposée à un climat océanique altéré et est dans la région climatique  Poitou-Charentes, caractérisée par un bon ensoleillement, particulièrement en été et des vents modérés.
Pour la période 1971-2000, la température annuelle moyenne est de 11,5 °C, avec une amplitude thermique annuelle de 15 °C. Le cumul annuel moyen de précipitations est de 850 mm, avec 12,3 jours de précipitations en janvier et 7,3 jours en juillet. Pour la période 1991-2020, la température moyenne annuelle observée sur la station météorologique la plus proche, située sur la commune du Dorat à 14 km à vol d'oiseau, est de 12,0 °C et le cumul annuel moyen de précipitations est de 912,7 mm,. Pour l'avenir, les paramètres climatiques de la commune estimés pour 2050 selon différents scénarios d’émission de gaz à effet de serre sont consultables sur un site dédié publié par Météo-France en novembre 2022.

## Urbanisme

### Typologie
Au 1er janvier 2024, Verneuil-Moustiers est catégorisée commune rurale à habitat très dispersé, selon la nouvelle grille communale de densité à sept niveaux définie par l'Insee en 2022.
Elle est située hors unité urbaine et hors attraction des villes,.

### Occupation des sols
L'occupation des sols de la commune, telle qu'elle ressort de la base de données européenne d’occupation biophysique des sols Corine Land Cover (CLC), est marquée par l'importance des territoires agricoles (89,9 % en 2018), en diminution par rapport à 1990 (94,8 %). La répartition détaillée en 2018 est la suivante : prairies (49,9 %), terres arables (22,2 %), zones agricoles hétérogènes (17,7 %), forêts (5,8 %), milieux à végétation arbustive et/ou herbacée (4,3 %). L'évolution de l'occupation des sols de la commune et de ses infrastructures peut être observée sur les différentes représentations cartographiques du territoire : la carte de Cassini (XVIIIe siècle), la carte d'état-major (1820-1866) et les cartes ou photos aériennes de l'IGN pour la période actuelle (1950 à aujourd'hui).

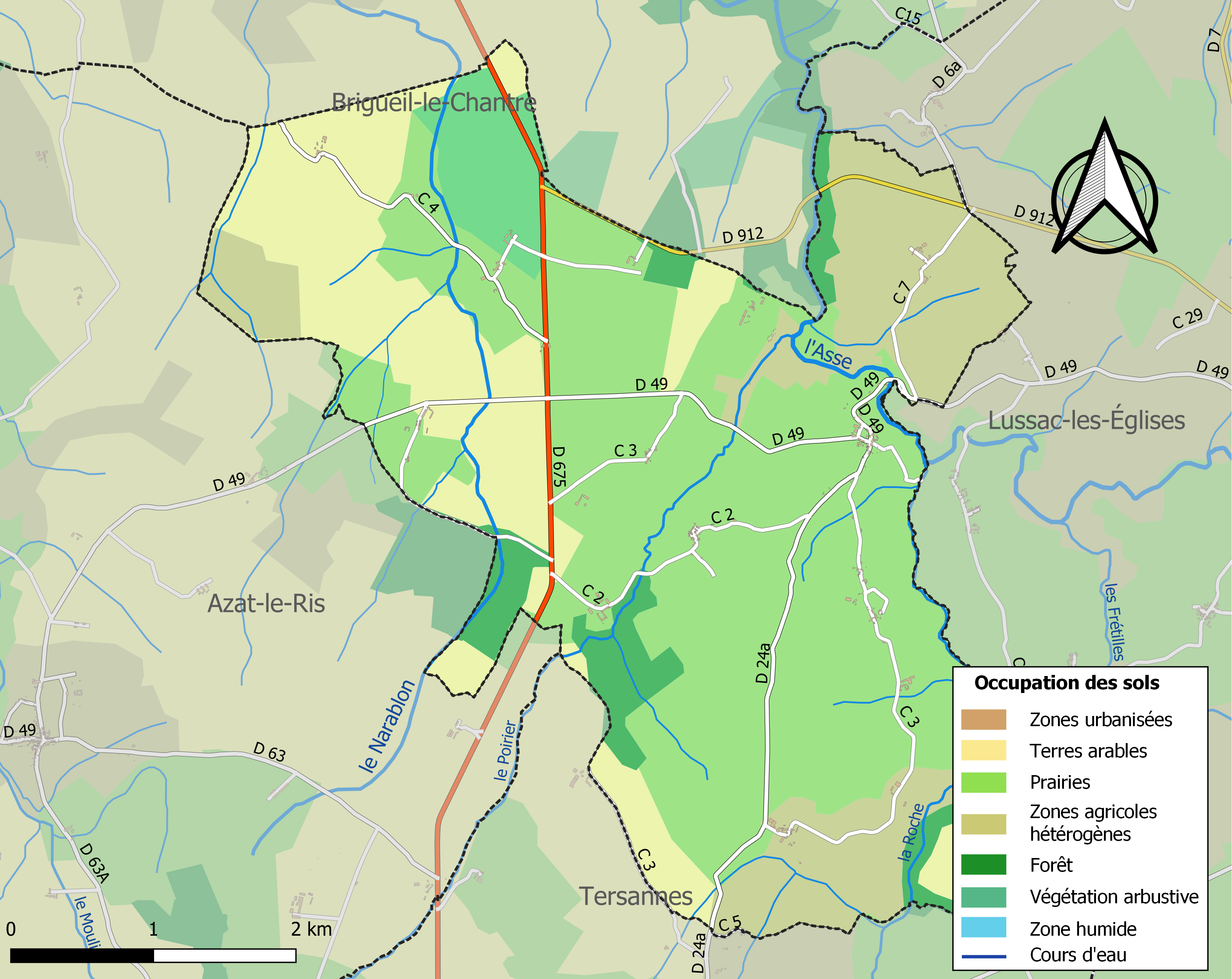
Carte des infrastructures et de l'occupation des sols de la commune en 2018 (CLC).

### Risques majeurs
Le territoire de la commune de Verneuil-Moustiers est vulnérable à différents aléas naturels : météorologiques (tempête, orage, neige, grand froid, canicule ou sécheresse) et séisme (sismicité faible). Il est également exposé à un risque technologique,  le transport de matières dangereuses, et à un risque particulier : le risque de radon. Un site publié par le BRGM permet d'évaluer simplement et rapidement les risques d'un bien localisé soit par son adresse soit par le numéro de sa parcelle.

#### Risques naturels

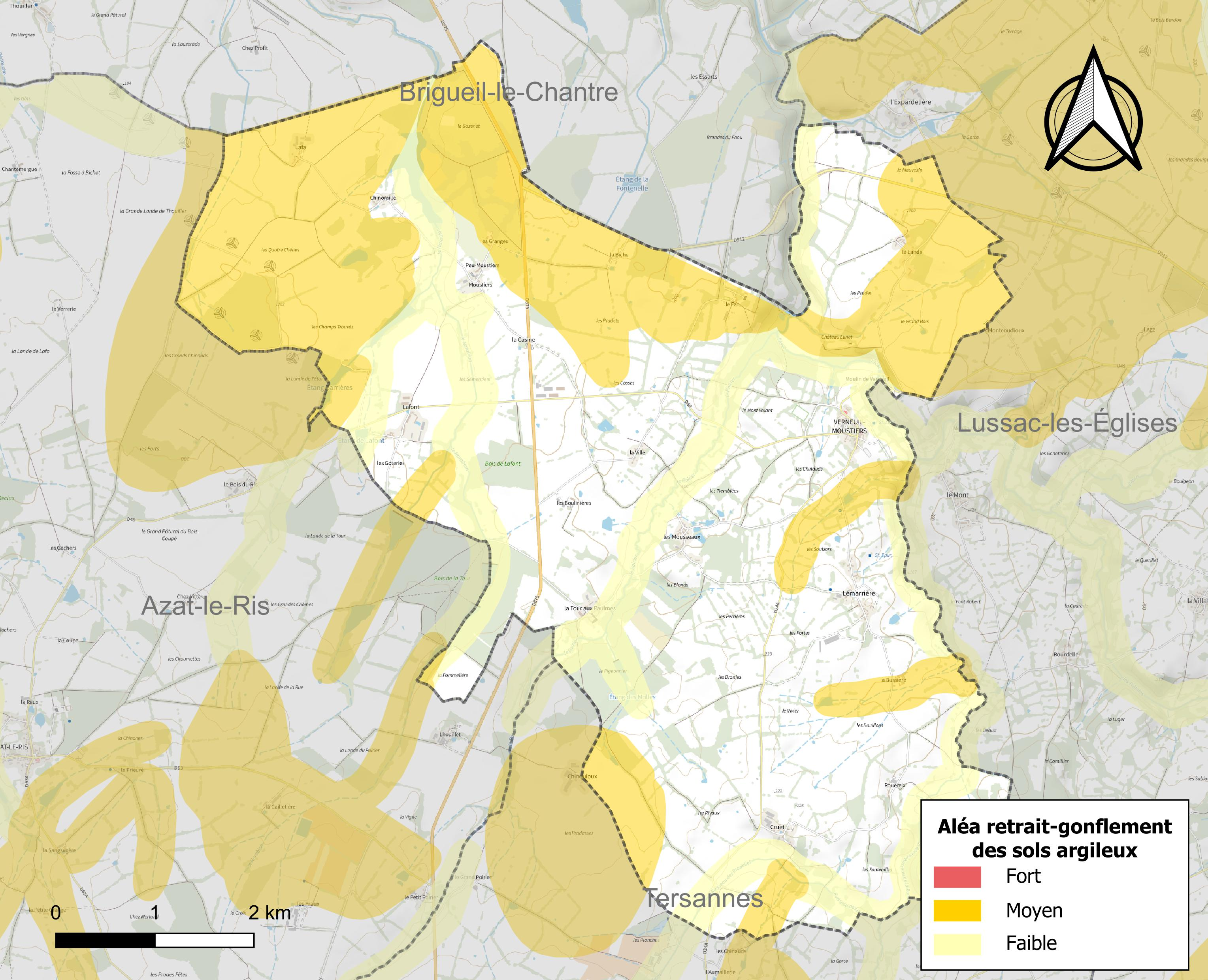
Carte des zones d'aléa retrait-gonflement des sols argileux de Verneuil-Moustiers.

Le retrait-gonflement des sols argileux est susceptible d'engendrer des dommages importants aux bâtiments en cas d'alternance de périodes de sécheresse et de pluie. 34,9 % de la superficie communale est en aléa moyen ou fort (27 % au niveau départemental et 48,5 % au niveau national métropolitain). Depuis le 1er octobre 2020, en application de la loi ÉLAN, différentes contraintes s'imposent aux vendeurs, maîtres d'ouvrages ou constructeurs de biens situés dans une zone classée en aléa moyen ou fort,.
La commune a été reconnue en état de catastrophe naturelle au titre des dommages causés par les inondations et coulées de boue survenues en 1982 et 1999 et par des mouvements de terrain en 1999.

#### Risque particulier
Dans plusieurs parties du territoire national, le radon, accumulé dans certains logements ou autres locaux, peut constituer une source significative d'exposition de la population aux rayonnements ionisants. Selon la classification de 2018, la commune de Verneuil-Moustiers est classée en zone 3, à savoir zone à potentiel radon significatif.

## Toponymie
L'origine du nom de Verneuil remonte à verno signifiant « aulne » suivi du suffixe gaulois -ialo signifiant « champ, clairière » ; la forme primitive serait donc *Vernoialos, « la clairière des aulnes ».

## Histoire
Depuis le XIXe siècle environ, deux communes, Verneuil et Moustiers, ont été unies pour former la commune de Verneuil - Moustiers. 

### Moustiers
Autour de l'an mil, la commune accueille sur son sol une communauté monastique qui creusa un étang, toujours existant de nos jours. Il y avait également un cimetière et une croix posée sur une stèle en pierre, qui pour elle, est toujours visible de nos jours. La commune avait également une tour fortifiée que l'on appelait "le château" et qui n'était en réalité qu'une motte castrale. 

## Économie

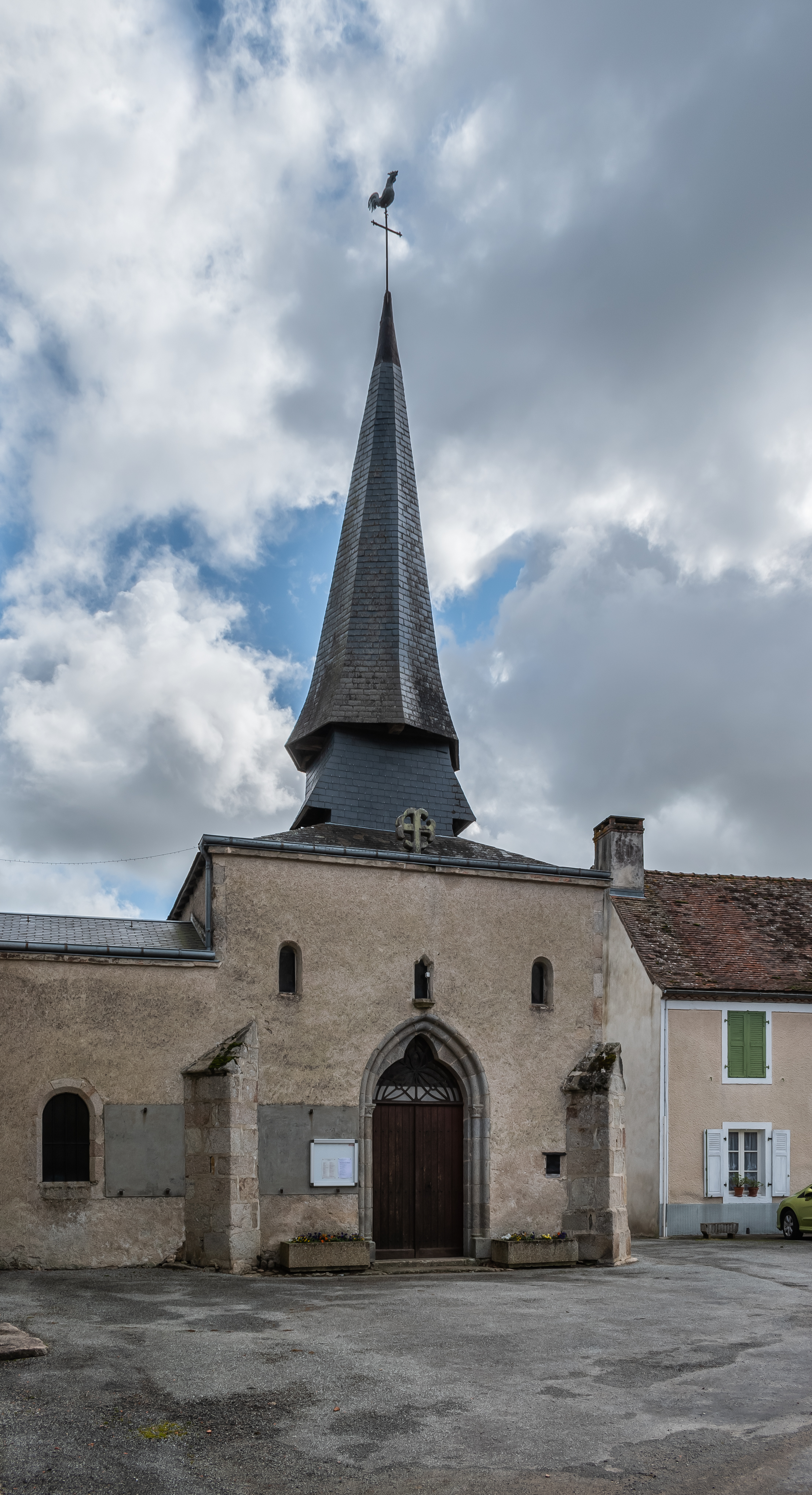
Église Saint-Marc de Verneuil-Moustiers

## Politique et administration
| Période   | Période  | Identité             | Étiquette | Qualité |
| --------- | -------- | -------------------- | --------- | ------- |
| 1837      |          | Garrigout - Lagrange |           |         |
| 1945      | 1964     | Marcel Robinet       |           |         |
| mars 2001 | 2008     | Bernard Brac         | Divers    |         |
| mars 2008 | 2014     | Jean-Louis Moreau    | Divers    |         |
| mars 2014 | En cours | Pascal Bregeon       |           |         |

## Population et société
L'évolution du nombre d'habitants est connue à travers les recensements de la population effectués dans la commune depuis 1793. Pour les communes de moins de 10 000 habitants, une enquête de recensement portant sur toute la population est réalisée tous les cinq ans, les populations de référence des années intermédiaires étant quant à elles estimées par interpolation ou extrapolation. Pour la commune, le premier recensement exhaustif entrant dans le cadre du nouveau dispositif a été réalisé en 2007.

En 2022, la commune comptait 122 habitants, en évolution de −5,43 % par rapport à 2016 (Haute-Vienne : −0,68 %, France hors Mayotte : +2,11 %).
| 1793 | 1800 | 1806 | 1821 | 1831 | 1836 | 1841 | 1846 | 1851 |
| ---- | ---- | ---- | ---- | ---- | ---- | ---- | ---- | ---- |
| 225  | 400  | 384  | 456  | 485  | 483  | 447  | 459  | 479  |

| 1856 | 1861 | 1866 | 1872 | 1876 | 1881 | 1886 | 1891 | 1896 |
| ---- | ---- | ---- | ---- | ---- | ---- | ---- | ---- | ---- |
| 480  | 522  | 517  | 547  | 568  | 554  | 572  | 570  | 577  |

| 1901 | 1906 | 1911 | 1921 | 1926 | 1931 | 1936 | 1946 | 1954 |
| ---- | ---- | ---- | ---- | ---- | ---- | ---- | ---- | ---- |
| 547  | 511  | 503  | 449  | 413  | 383  | 392  | 367  | 342  |

| 1962 | 1968 | 1975 | 1982 | 1990 | 1999 | 2006 | 2007 | 2012 |
| ---- | ---- | ---- | ---- | ---- | ---- | ---- | ---- | ---- |
| 302  | 256  | 242  | 238  | 184  | 173  | 163  | 162  | 134  |

| 2017 | 2022 | - | - | - | - | - | - | - |
| ---- | ---- | - | - | - | - | - | - | - |
| 128  | 122  | - | - | - | - | - | - | - |

## Culture locale et patrimoine
- Vestiges gallo-romains au Fan.
- Autel gallo-romain cubique sculpté en granit (IIIe siècle) à Moustiers.
- Église Saint-Marc de Verneuil-Moustiers au bourg de Verneuil avec statues classées (XVe – XVIIe siècles).
- Château du Fan (XIXe siècle).
- Château de la Tour-aux-Paulmes (XVIe siècle).

### Héraldique
|  | Les armoiries de Verneuil-Moustiers se blasonnent ainsi : Parti : au premier de gueules à l'arbre arraché d'argent, au second d'azur à la crosse d'or. |